# Deflexula mangiformis
Deflexula mangiformis är en svampart som beskrevs av Corner 1952. Deflexula mangiformis ingår i släktet Deflexula och familjen mattsvampar.   Inga underarter finns listade i Catalogue of Life.